# Alice Upside Down
Alice Upside Down (no Brasil: Alice de cabeça para baixo) é um filme franco-americano de 2007, do gênero comédia, dirigido por Sandy Tung e baseado na série de livros infanto-juvenis Alice de Phyllis Reynolds Naylor. Estreou no Brasil no dia 16 de março de 2009 pelo Disney Channel Brasil e nos EUA estreou em 16 de outubro de 2007. É protagonizado por Alyson Stoner como a adolescente atrapalhada Alice McKinley e por Luke Perry como o pai de Alice, Ben McKinley.

## Sinopse
Ainda lamentando a morte de sua mãe há alguns anos, Alice McKinley (Alyson Stoner) encontra sua vida perturbada quando seu pai Ben (Luke Perry) compra uma loja e a leva junto com irmão mais velho, Lester (Lucas Grabeel), para uma nova cidade. No doloroso proceder da adolescência, Alice tem momentos difíceis especialmente depois que ela recebe a complicada Sra. Plotkin (Penny Marshall) como sua professora. Sentindo-se tímida e isolada, Alice freqüentemente escapa em uma vívida fantasia que ela cria. Mas, com uma inesperada ajuda de Sra. Plotkin, Alice aprende a não julgar pelas aparências ou saltar para conclusões. Mais importante, ela confronta seu pai sobre a sua incapacidade de aceitar a perda e aceitar para o futuro.

## Elenco
- Alyson Stoner  ...  Alice McKinley .
- Lucas Grabeel ...  Lester McKinley
- Bridgit Mendler ...  Pamela
- Luke Perry ...  Ben McKinley
- Penny Marshall ...  Mrs. Plotkin
- Ashley Drane...Srtª.Colle
- Parker McKenna Posey ...  Elizabeth
- Dylan McLaughlin ...  Patrick